# Брен (пушкомитраљез)
Брен (енгл. Bren light machine gun), британски пушкомитраљез масовно коришћен у Другом светском рату.

## Карактеристике
Бренов пушкомитраљез развијен је тридесетих година 20. века у Великој Британији, на основу чешког пушкомитраљеза Збројовка (ЗБ М1926). У време када су га Британци пустили у производњу 1937. године, еволуирао је у оно што многи стручњаци верују да је један од најбољих лаких митраљеза икада направљених.
Постојала су три главна ратна модела са варијантама, али је сваки користио основни механизам позајмице барутних гасова. Тип 1 је имао подесиви двоножац, дршку и задњи нишан. Тип 3 и 4 појавили су се 1944. и биле су краћи, лакши и јефтинији; било је и других послератних промена.  Био је једноставан, изузетно поуздан и лако се одржавао.

## Употреба
Брен је револуционисао британску и аустралијску тактику. Обезбеђивао је лако аутоматско оружје које се могло носити у покрету са пешадијом, способност која никада није постојала у британској војсци. Брен је такође био монтиран на много различитих типова возила, а производили су се различити стативи за скоро сваку улогу. Служио је у Француској 1939. године и био у акцији у северној Африци и Италији и бици за Европу. Аустралијске трупе су користиле Брена на свим поприштима рата у којима су служиле.
Већину пушака Брен је у почетку производио Енфилд, али је производња покренута у Канади, Аустралији и Индији. Производња свих ових фабрика била је усмерена на све савезничке и војске Комонвелта. Поред тога, много оружја је послато у окупирану Европу да би се опремили различити покрети отпора.
Брен је коришћен у Кореји, Малезији и Вијетнаму. Затим је прерађен за НАТО муницију калибра 7,62 мм и постао је Л4. Почетком 21. века (2004) још увек је био у служби у војскама широм света.

## Корисници
- Британска империја
- САД